# Fahrenheit (album)
Fahrenheit je šesti studijski album ameriške rock skupine Toto, ki je izšel avgusta 1986 pri založbi Columbia Records. To je bil prvi album, na katerem je glavne vokale odpel Joseph Williams, saj je skupina prejšnjega pevca Fergieja Frederiksna, zaradi težav pri snemanju, odpustila. Kljub temu se je Frederiksen pojavil na albumu kot spremljevalni vokalist.  Fahrenheit je bil tudi zadnji album do leta 2015, pri katerem je kot klaviaturist sodeloval Steve Porcaro. Singla »I'll Be Over You« in »Without Your Love« sta se uvrstila na 11. in 38. mesto ameriške lestvice singlov.

## Seznam skladb
| Stran 1 | Stran 1                     | Stran 1                              | Stran 1 |
| Št.     | Naslov                      | Pisec                                | Dolžina |
| ------- | --------------------------- | ------------------------------------ | ------- |
| 1.      | „Till the End‟              | David Paich, Joseph Williams         | 5:17    |
| 2.      | „We Can Make It Tonight‟    | Barry Bregman/Jeff Porcaro, Williams | 4:16    |
| 3.      | „Without Your Love‟         | Paich                                | 4:33    |
| 4.      | „Can't Stand It Any Longer‟ | Steve Lukather, Paich, Williams      | 4:40    |
| 5.      | „I'll Be Over You‟          | Randy Goodrum, Lukather              | 3:50    |

| Stran 2 | Stran 2              | Stran 2                     | Stran 2 |
| Št.     | Naslov               | Pisec                       | Dolžina |
| ------- | -------------------- | --------------------------- | ------- |
| 6.      | „Fahrenheit‟         | Paich, J. Porcaro, Williams | 4:39    |
| 7.      | „Somewhere Tonight‟  | Lukather, Paich, J. Porcaro | 3:46    |
| 8.      | „Could This Be Love‟ | Paich, Williams             | 5:14    |
| 9.      | „Lea‟                | Steve Porcaro               | 4:29    |
| 10.     | „Don't Stop Me Now‟  | Lukather, Paich             | 3:05    |

## Singli
- »I'll Be Over You« / »In a Word«
- »I'll Be Over You« / »In a Word« / »Africa« / »99« [12" VB / Evropa]
- »Without Your Love« / »Can't Stand It Any Longer«
- »Till the End« / »Don't Stop Me Now« [ZDA / Japonska]
- »Lea« / »Don't Stop Me Now« (izdano na Nizozemskem in Filipinih)

## Zasedba

### Toto
- Joseph Williams – solo vokal
- Steve Lukather – kitare, solo vokal, spremljevalni vokal
- David Paich – klaviature, spremljevalni vokal
- Steve Porcaro – klaviature, elektronika
- Mike Porcaro – bas kitara
- Jeff Porcaro – bobni, tolkala

### Dodatni glasbeniki
- David Sanborn – saksofon
- Lenny Castro, Joe Porcaro, Steve Jordan, Jim Keltner – tolkala
- Miles Davis – trobenta (10)
- Paulette Brown, Michael Sherwood, Tony Walters, Fergie Frederiksen, Don Henley, Michael McDonald - spremljevalni vokal
- Chuck Findley, Gary Grant, Jerry Hey, Charles Loper, Bill Reichenbach Jr., Tom Scott, Larry Williams - trobila